# Ippolito Niccolini
Ippolito Niccolini (Pistoia, 3 gennaio 1848 – Firenze, 8 gennaio 1919) è stato un politico e imprenditore italiano.

## Biografia
Eletto deputato del Regno d'Italia nel 1890 per la XVII legislatura, fu riconfermato per altre quattro legislature successive fino al 1904, quando si dimise in seguito alla nomina a senatore del Regno d'Italia.
Eletto consigliere comunale a Firenze nel 1902, ebbe poi occasione, in quanto assessore anziano, di ricoprire la funzione di sindaco di Firenze tra il 24 ottobre ed il 25 novembre 1903. Fu quindi eletto sindaco di Firenze il 15 marzo 1904, carica che mantenne fino al 25 giugno 1907.